# Hematofanita
La hematofanita es un mineral de la clase de los haluros, que pertenece al grupo de las perovskitas no estequiométricas. Recibe su nombre presumiblemente en alusión a su color rojo.

## Características químicas
La hematofanita es un halogenuro de fórmula química Pb4Fe3O8(OH,Cl). Cristaliza en el sistema tetragonal. Su dureza en la escala de Mohs se encuentra entre 2 y 3.
Según la clasificación de Strunz, la hematofanita pertenece a "03.DB: Oxihaluros, hidroxihaluros y haluros con doble enlace, con Pb, Cu, etc." junto con los siguientes minerales: rickturnerita, diaboleita, pseudoboleita, boleíta, cumengeíta, bideauxita, cloroxifita, asisita, parkinsonita, murdoquita y yedlinita.

## Formación y yacimientos
Fue descubierta en la mina Jakobsberg, en el distrito de Nordmark, situada dentro del municipio de Filipstad, en Värmland, Suecia. También ha sido descrita en Süß, en el estado de Hesse, en Alemania; y en la mina Kombat, en la región de Otjozondjupa, en Namibia. Sólo ha sido descrita en estos tres sitios en todo el planeta.